# Африкосмос
Африкосмос — цикл из 75 прогрессивных миниатюр для фортепиано южноафриканского композитора Майкла Блейка. Продолжительность цикла составляет около трёх часов. Он задумывался как африканский аналог шеститомного Микрокосмоса Бе́лы Бартока и сочетает элементы традиционной африканской музыки с западноевропейскими классическими техниками, а также отсылками к широкому кругу композиторов.

## История создания
Идея цикла зародилась у Блейка в 2003 году с миниатюры «iKos'tina», написанной по заказу серии ABRSM Spectrum. Стажировка Фонда Рокфеллера в Центре писателей в Белладжио в июне 2015 года послужила отправной точкой для работы над полным циклом, завершённым в июне 2020 года. Композитор выразил благодарность Фонду за поддержку.

## Композиция и структура
Следуя модели Бартока, Afrikosmos издан в шести томах, содержащих соответственно 15, 14, 13, 12, 11 и 10 пьес, с возрастающей технической и концептуальной сложностью. Блейк описал жанры, включенные в каждый том, как «этюды, пьесы, сосредоточенные на ритме и фактуре, характерные пьесы, танцы, произведения, исследующие лады и гаммы, обработки народных песен и вариации, транскрипции и посвящения».
Цикл сочетает оригинальные неоафриканские техники, включая ангемитонные пентатонические гаммы, смычковой гармонии народа коса (гексатоника), перекрёстные ритмические структуры, полиритмию, циклические формы, графическую нотацию, приёмы игры внутри корпуса фортепиано, свисты и щелчки пальцами. Кроме того, включены прямые транскрипции традиционных мелодий и прямые отсылки к таким композиторам, как Эрик Сати, Перси Грейнджер, Майкл Моэране, Дёрдь Куртаг, Генри Кауэлл, Роберт Шуман и Оливье Мессиан.